# Lavendelbröstad paradisfågel
Lavendelbröstad paradisfågel (Paradisaea decora) är en fågel i familjen paradisfåglar inom ordningen tättingar

## Utseende och läte
Lavendelbröstad paradisfågel är en stor medlem av familjen. Båda könen har gult huvud och gula ögon. Hanen har grått bröst och röda plymar som han reser över ryggen under spelet, samtidigt som han hoppar och flaxar sina gula vingar. Honan har gul ovansida, tvärbandad undersida och svart ansikte. Hanen avger ett typiskt upprepat nasalt skri.

## Utbredning och systematik
Fågeln förekommer i d'Entrecasteaux-öarna på Fergusson och Normanby utanför Nya Guinea. Den behandlas som monotypisk, det vill säga att den inte delas in i några underarter.

## Status
IUCN kategoriserar arten som sårbar.